# سفارة روسيا في الصين
سفارة روسيا في الصين هي أرفع تمثيل دبلوماسي لدولة روسيا لدى الصين. تقع السفارة في دونغتشنغ وهي تهدف لتعزيز المصالح الروسية في الصين.

## وصلات خارجية
- الموقع الرسمي
- قائمة سفارات روسيا
- قائمة السفارات في الصين